# Hamilton Shirley Amerasinghe
Hamilton Shirley Amerasinghe (* 18. März 1913 in Colombo; † 4. Dezember 1980) war ein Politiker und Diplomat aus Sri Lanka.
Nach dem Besuch der Universität in Colombo, die damals Partner der Universität London war, und dem Abschluss 1934 trat er 1937 in die Verwaltung seines Heimatlandes ein.
Nach einigen Aufgaben zu Hause wurde er 1953 an die Botschaft des damals so genannten Ceylon in Washington, D.C. entsandt, wo er bis 1955 blieb. 1957 wurde er Vertreter Ceylons bei der Generalversammlung der Vereinten Nationen. Er kehrte nach Hause zurück und übernahm 1961 das Schatzamt. 1963 ging er erneut ins Ausland. Er wurde Gesandter Ceylons in Indien, Nepal und Afghanistan. 1967 übernahm er den Botschafterposten bei den Vereinten Nationen. Er engagierte sich auch in der Konferenz blockfreier Staaten. Er war seit 1973 auch Botschafter in Brasilien.
Nach einigen Jahren in Ausschüssen der Vereinten Nationen wurde er 1976 zum Präsidenten der 31. UN-Generalversammlung gewählt. Dieses Amt behielt er bis 1977.